# Даниел Вацек
Даниел Вацек (на английски: Daniel Vacek) е чешки тенисист.

## Биография
Даниел Вацек е роден на 1 април 1971 г. в Прага, Чехословакия.

## Кариера
Даниел Вацек достига четвъртфинал на Париж Мастърс през 1995 г., на Канада Мастърс през 1998 г. и на Синсинати Мастърс през 1998 г. Постига най-високо класиране на сингъл, до номер 26 в света, през януари 1996 г. Представлява родината си на летните олимпийски игри през 1996 г. в Атланта, където е победен във втория кръг. 
Даниел Вацек печели 25 титли в кариерата на двойки с различни партньори, включително Откритото първенство на Франция през 1996 и 1997 г. и Откритото първенство на САЩ през 1997 г. с партньор Евгени Кафелников.
През 2003 г. Даниел Вацек използва парите, които е спечелил по време на тенис кариерата си, и придобива контролния пакет акции във футболния клуб Баник Острава.

## Кариерна статистика

### ATP финали на сингъл (0 титли; 5 финала)
|        | П–З | Година | Турнир           | Клас           | Настилка   | Опонент           | Резултат                |
| ------ | --- | ------ | ---------------- | -------------- | ---------- | ----------------- | ----------------------- |
| Загуба | 0–1 | 1994   | Копенхаген Оупън | Световни серии | Килим (з)  | Евгени Кафелников | 3-6, 5-7                |
| Загуба | 0–2 | 1995   | Оупън 13         | Световни серии | Килим (з)  | Борис Бекер       | 7–6(7–2), 4–6, 5–7      |
| Загуба | 0–3 | 1995   | Купа на Кремъл   | Световни серии | Килим (з)  | Карл-Уве Щееб     | 6–7(7–5), 6–3, 6–7(6–8) |
| Загуба | 0–4 | 1997   | Ротердам Оупън   | Световни серии | Килим (з)  | Рихард Крайчек    | 6–7(4–7), 6–7(5–7)      |
| Загуба | 0–5 | 1999   | Тулуза Гран При  | Световни серии | Твърда (з) | Никола Ескюде     | 5–7, 1–6                |